# Oligodon woodmasoni
Espèce
Synonymes
- Simotes woodmasoni Sclater, 1891

Oligodon woodmasoni est une espèce de serpent de la famille des Colubridae.

## Répartition
Cette espèce est endémique des îles Nicobar en Inde.

## Étymologie
Son nom d'espèce, woodmasoni, lui a été donné en l'honneur de Mr. Wood-Mason qui a collecté le spécimen étudié.

## Publication originale
- Sclater, 1891 : Notes on a collection of snakes in the Indian Museum, with descriptions of several new species. Journal of the Asiatic Society of Bengal, vol. 60, p. 230-250 (texte intégral).